# Cártel de Sinaloa

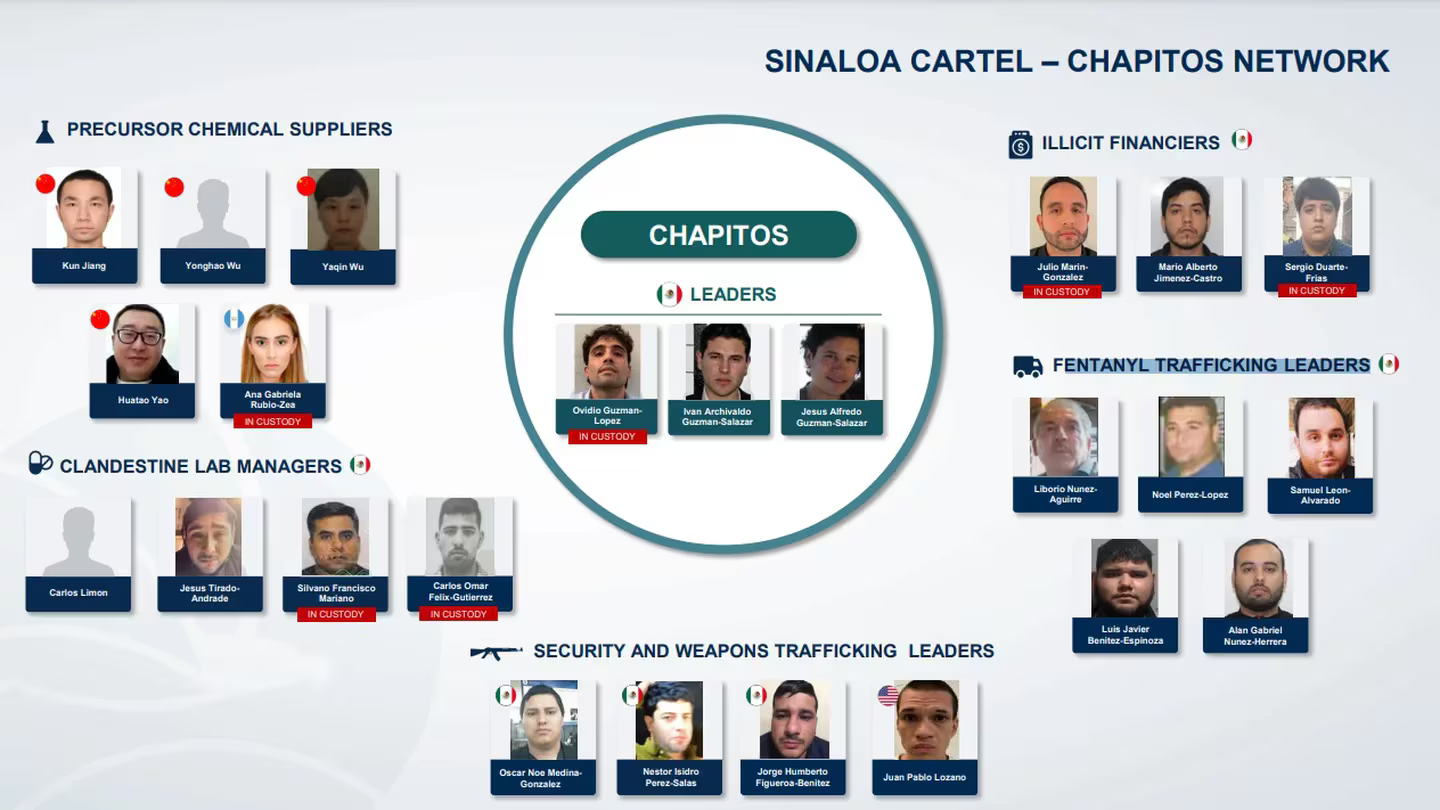
2023

Cártel de Sinaloa är ett mexikanskt globalt brottssyndikat som utför olika sorters brott som bland annat kidnappningar, korruption, mord, penningtvätt, människo- och vapenhandel. De är dock mest kända för sin omfattande narkotikasmuggling mellan produktionsorterna i Mellan- och Sydamerika och den lukrativa narkotikamarknaden i norra och centrala Nordamerika. De har en global närvaro men finns främst i Latinamerika. USA:s justitiedepartement har anklagat Sinaloa för att mellan 1990 och 2008 ha fört in mer än 200 ton kokain och stora mängder heroin samt att ha fört ut mer än $5,8 miljarder i kontanter från illegala narkotikaaffärer. USA:s underrättelsegemenskap har beskrivit brottssyndikatet som "världens mäktigaste drogkartell". Syndikatet har sitt säte i Culiacán i Sinaloa och högste ledaren är Ismael Zambada García, som efterträdde Joaquín "El Chapo" Guzmán Loera som blev arresterad och utlämnad till USA år 2017. De är en av huvudaktörerna i det mexikanska narkotikakriget där de kämpar på två fronter, den ena mot sin värsta konkurrent Los Zetas om marknaden och den andra mot den mexikanska federala regeringen om sin existens.

## Historik
Brottssyndikatet skapades 1989 ur spillrorna av Cártel de Guadalajara som upphörde efter att deras högste ledare Miguel Ángel Félix Gallardo blev arresterad och dömd till ett 37 år långt fängelsestraff. Upprinnelsen till arresteringen, trots sina påstådda kontakter inom den mexikanska federala regeringen och den amerikanska underrättelsetjänsten Central Intelligence Agency (CIA), var det hänsynslösa tortyrmordet på Enrique "Kiki" Camarena 1985, som då var agent för den amerikanska narkotikapolisen Drug Enforcement Administration (DEA). Bakgrunden till det hela var att Camarena var den som såg till att DEA, mexikanska federala poliser och den mexikanska armén stormade Rancho El Búfalo, ett plantage som var mer än 1 000 hektar stor och där Cártel de Guadalajara odlade årligen marijuana till ett värde av åtta miljarder dollar och kunde förse hela den amerikanska narkotikamarknaden med drogen. Vid tillslaget förstörde de mer än 11 000 ton marijuana till ett dåtida värde av 2,5 miljarder dollar. Amerikanska myndigheter identifierade ledarna Rafael Caro Quintero och Ernesto Fonseca Carrillo utöver Gallardo som huvudmännen till mordet, alla tre blev arresterade och dömda till långa fängelsestraff.
2013 trädde två före detta DEA-agenter och en före detta CIA-agent fram och hävdade att agenter för CIA var på plats under Camarenas sista dag i livet eftersom han hotade underrättelsetjänstens illegala inkomstkällor, som användes för att finansiera Contras under den nicaraguanska revolutionen. CIA avfärdade anklagelserna.
Den 6 januari 2014 avslöjade den mexikanska dagstidningen El Universal att Sinaloa och företrädare för DEA och det amerikanska justitiedepartementet hade samtalat vid fler än 50 tillfällen mellan åren 2000 och 2012. Syftet var att Sinaloa skulle förmedla information om sina rivaliserande brottssyndikat i utbyte mot att amerikanska polisiära myndigheter skulle låta Sinaloas nordamerikanska narkotikasmuggling fortgå obehindrad. Fem år tidigare hade mexikansk militär och mexikanska federala polisen arresterat Vicente Zambada Niebla, högt uppsatt ledare med ansvar för logistik och beordring av attentat mot myndighetspersoner och personer inom det mexikanska polisväsendet, och 2010 blev han utlämnad till USA. 2011 ställdes han inför domstol i Chicago i Illinois och där han hävdade att amerikanska justitiedepartementet hade utfärdat hemliga immunitetsavtal för brott som begåtts mot amerikanska intressen för samtliga personer inom Sinaloas toppskikt i utbyte mot just information.

## Ledare
De som har lett drogkartellen sedan den bildades.
- Joaquín "El Chapo" Guzmán Loera, 1989–2017
- Ismael Zambada García, 2017–